# 土耳其擬鱥
土耳其擬鱥（学名：Pseudophoxinus antalyae）是輻鰭魚綱鯉形目雅羅魚科擬鱥屬的其中一個種，該物種於1992年由Nina Gidalevna Bogutskaya描述，分布於亞洲土耳其，體長可達17公分，棲息在河流中底層水域，因棲地破壞導致族群數量下降。